# Jeroen Dijsselbloem
Jeroen René Victor Anton Dijsselbloem (Eindhoven, 29 marzo 1966) è un politico olandese, membro del Partito del Lavoro (PvdA) e sindaco di Eindhoven dal 13 settembre 2022. È stato ministro delle finanze nel Governo Rutte II dal 5 novembre 2012 al 26 ottobre 2017, presidente dell'Eurogruppo dal 21 gennaio 2013 al 12 gennaio 2018 e presidente del consiglio dei governatori del Meccanismo europeo di stabilità (European Stability Mechanism - ESM) dal 12 febbraio 2013 al 12 gennaio 2018.

## Biografia
Dijsselbloem è figlio di genitori entrambi insegnanti e di famiglia cattolica.
Ha frequentato le scuole elementari a Son en Breugel e successivamente l'Eckartcollege (1978–1985) a Eindhoven, entrambe scuole cattoliche. Ha seguito il corso di laurea in economia e politica agraria presso l'università di Wageningen (1985–1991) con studi in economia e commercio, politiche agrarie, storia sociale ed economica, ottenendo la laurea di ingenieur nel 1991, equivalente a un Master of Science. Ha poi svolto attività come ricercatore di economia nel 1991 presso l'University College Cork in Irlanda, non conseguendo nessun titolo di studio.
Eletto membro del consiglio municipale di Wageningen (1994–1997) e membro della Tweede Kamer, la camera bassa dei Paesi Bassi nelle legislature 2000–2002 e 2002–2012. Nel 2007 ha condotto la commissione parlamentare sulla riforma dell'istruzione.

## Attività politica
Dal 15 novembre 2012, Dijsselbloem è Ministro delle finanze e fa parte del secondo governo guidato dal premier Mark Rutte. Dal 21 gennaio 2013 è anche il presidente dell'Eurogruppo, il comitato dei ministri delle finanze dell'eurozona, costituita dagli stati dell'Unione europea che hanno adottato l'euro come moneta ufficiale, succedendo nell'incarico a Jean-Claude Juncker.
Il 1º febbraio 2013 ha guidato la nazionalizzazione dell'ente finanziario olandese SNS Reaal, prevenendone la bancarotta Gli azionisti e creditori sono stati espropriati dei titoli senza compensazione e le altre banche nazionali hanno dovuto contribuire al salvataggio con cifre fino a un miliardo di euro.

## Critiche
Nel marzo 2013 Dijsselbloem è stato a capo dei negoziati per la gestione della crisi finanziaria di Cipro, nella condotta della quale si è attirato critiche per aver creato un precedente, forzando il prelievo dai depositi bancari come parte del salvataggio delle banche. A commento della sua scelta ha dichiarato "Sono abbastanza fiducioso che i mercati vedranno questo come un approccio ragionevole, molto contenuto e diretto, invece di un approccio più generale ... obbligherà tutte le istituzioni finanziarie, così come gli investitori, a pensare ai rischi che corrono, perché ora dovranno rendersi conto che si può anche far loro del male."
Ha dichiarato intorno al 24 marzo 2013 al Financial Times e alla Reuters che il salvataggio di Cipro è stato un modello per la risoluzione dei rischi di bancarotta per i sistemi bancari, ma il 26 marzo 2013 si è contraddetto dichiarando che Cipro non è stato un modello.
Dall'inizio del 2015, è impegnato nelle trattative per la gestione della crisi del debito greco e ha respinto nel mese di febbraio la richiesta del ministro delle finanze greco Yanis Varoufakis di indire una conferenza tra tutti i paesi europei per la ristrutturazione del debito, rivendicando la gestione delle trattative al solo eurogruppo che presiede.

Nel marzo del 2017 ha una vasta eco, producendo molte proteste, un'intervista al Frankfurter Allgemeine Zeitung (FAZ) in cui, riferendosi agli Stati dell'Europa Meridionale, dice: «Durante la crisi dell’euro, i paesi del Nord hanno dimostrato solidarietà con i paesi interessati dalla crisi. Come socialdemocratico, do grande importanza alla solidarietà. Ma ci sono anche dei doveri. Non puoi spendere tutti i soldi in alcol e donne e poi chiedere aiuto».